# Канталупо (Алесандрија)
Канталупо је насеље у Италији у округу Алесандрија, региону Пијемонт.
Према процени из 2011. у насељу је живело 990 становника. Насеље се налази на надморској висини од 100 м.